# Omloop Het Nieuwsblad sub-23
L'Omloop Het Nieuwsblad sub-23 (abans anomenada Omloop Het Volk sub-23) és una competició ciclista que es disputa a Flandes, Bèlgica. És la prova reservada a ciclistes sub-23 de la semiclàssica Omloop Het Nieuwsblad que es disputa a l'inici del calendari ciclista belga.
La cursa es va començar a disputar l'any 1950 i fins al 1996 era reservada a ciclistes amateurs. L'any següent, ja era organitzada pels sub-23 i actualment forma part del calendari de l'UCI Europa Tour

## Palmarès
| Any                          | Vencedor               | Segon                    | Tercer                 |
| ---------------------------- | ---------------------- | ------------------------ | ---------------------- |
| Omloop Het Volk sub-23       |                        |                          |                        |
| 1950                         | Georges Vermeersch     | Edgard Sorgeloos         | André Demeulenaere     |
| 1951                         | Gilbert Vercammen      | Paul Taeldeman           | Albert Vandevoorde     |
| 1952                         | Gilbert Van de Wiele   | Joseph De Bakker         | Camilius Demunster     |
| 1953                         | Rik Van Looy           | Camilius Demunster       | René Van Meenen        |
| 1954                         | Piet de Jongh          | Roger Callewaert         | Maurice Minne          |
| 1955                         | Gabriel Borra          | Julien Schepens          | Werner Van Haecke      |
| 1956                         | Gustaaf De Smet        | Antoon Diependaele       | Jos Sterckx            |
| 1957                         | August Auwers          | Theo Verhoeven           | Marcel Sleeuwaert      |
| 1958                         | Lucien Stevens         | Edmond Coppens           | Leopold Coppens        |
| 1959                         | Willy Declercq         | Lode Troonbeeckx         | Raoul Lampaert         |
| 1960                         | No es disputà          | No es disputà            | No es disputà          |
| 1961                         | Emiel Verbiest         | Roland Aper              | Benoni Beheyt          |
| 1962                         | Léon Lenaerts          | Werner Verbeke           | Claude Vermaut         |
| 1963                         | Jozef Timmerman        | Wilfried Bonte           | Guido Reybrouck        |
| 1964                         | Hubert Criel           | Willy Planckaert         | Jos Meesters           |
| 1965                         | Robert Legein          | Vital Dheedene           | Jules Van Der Flaas    |
| 1966                         | Marcel Maes            | Eddy Beugels             | Fernand De Keyser      |
| 1967                         | Pol Mahieu             | Freddy Decloedt          | Robert Van Oostende    |
| 1968                         | Joseph Schoeters       | Roger Volckaert          | Willy Moonen           |
| 1969                         | Emile Cambré           | Jos Abelshausen          | Frans Kerremans        |
| 1970                         | Frans Verhaegen        | Willy Van Mechelen       | Marcel Sannen          |
| 1971                         | No es disputà          | No es disputà            | No es disputà          |
| 1972                         | Freddy Maertens        | Daniel Moenaert          | Cees Swinkels          |
| 1973                         | Gerrie Knetemann       | Ludo Noels               | Ad Dekkers             |
| 1974                         | Hans Koot              | Benny Schepmans          | Jean-Luc Vandenbroucke |
| 1975                         | Jean-Luc Vandenbroucke | Peer Maas                | Hugo Van Gastel        |
| 1976                         | Jacques Vooys          | Roger Young              | Leo van Vliet          |
| 1977                         | Gérard Mak             | Leo Van Thielen          | Frits Pirard           |
| 1978                         | François Caethoven     | Henk Mutsaars            | Anton van der Steen    |
| 1979                         | Peter Zijerveld        | Marc Crassaerts          | Ruud van der Rakt      |
| 1980                         | Johny Broers           | Detlef Kurzweg           | Adri van der Poel      |
| 1981                         | Willem Van Eynde       | Luc De Decker            | Erik Lamers            |
| 1982                         | Alain Lippens          | Roger Van Den Bossche    | Philippe Christiaens   |
| 1983                         | Franky Van Oyen        | Rudy Patry               | Gino Knockaert         |
| 1984                         | Carlo Bomans           | Frank Verleyen           | Ronny Van Sweevelt     |
| 1985                         | Marc Sprangers         | Ronny Van Sweevelt       | Frank Neyrinck         |
| 1986                         | Peter Roes             | Andre Vermeiren          | Edwig Van Hooydonck    |
| 1987                         | Benny Heylen           | Peter De Clercq          | Patrick Robeet         |
| 1988                         | Johnny Dauwe           | Peter Punt               | Jan Vervecken          |
| 1989                         | Pascal De Roeck        | Luc Heuvelmans           | Patrick van Passel     |
| 1990                         | Patrick Van Roosbroeck | Peter Farazijn           | Stéphane Hennebert     |
| 1991                         | Stéphane Hennebert     | Gino Primo               | Patrick Vandermaesen   |
| 1992                         | Rufin De Smet          | Sébastien Van Den Abeele | Gino Primo             |
| 1993                         | Mario Liboton          | Carl Roes                | Patrick Laenen         |
| 1994                         | Patrick Ruyloft        | Gerdy Goossens           | Kris Gerits            |
| 1995                         | Danny In 't Ven        | Andy De Smet             | Guillaume Belzile      |
| 1996                         | Steven Van Malderghem  | Tim Lenaers              | Jarno Vanfrachem       |
| 1997                         | Leif Hoste             | Gunther Stockx           | Jurgen Vermeersch      |
| 1998                         | Wesley Huvaere         | Frédéric Finot           | Franck Pencolé         |
| 1999                         | Kevin Hulsmans         | Tom Serlet               | James Vanlandschoot    |
| 2000                         | Gorik Gardeyn          | Davy Commeyne            | Wesley Van Speybroeck  |
| 2001                         | Gert Steegmans         | Tom Boonen               | Jan Kuyckx             |
| 2002                         | Johan Vansummeren      | Kevin Van der Slagmolen  | Glen Zelderloo         |
| 2003                         | Preben Van Hecke       | Glen Zelderloo           | Hilton Clarke          |
| 2004                         | Stijn Vandenbergh      | Sven Renders             | Jean-Paul Simon        |
| 2005                         | Nick Ingels            | Pieter Jacobs            | Bart Vanheule          |
| 2006                         | Dominique Cornu        | Geert Steurs             | Steven De Decker       |
| 2007                         | Gert Dockx             | Stijn Hoornaert          | Steven De Decker       |
| 2008                         | Joeri Clauwaert        | Tim Vermeersch           | Sep Vanmarcke          |
| Omloop Het Nieuwsblad sub-23 |                        |                          |                        |
| 2009                         | Laurens De Vreese      | Sep Vanmarcke            | Jan Ghyselinck         |
| 2010                         | Jarl Salomein          | Laurens De Vreese        | Klaas Sys              |
| 2011                         | Tom Van Asbroeck       | Huub Duyn                | Olivier Pardini        |
| 2012                         | Sander Helven          | Gregory Franckaert       | Dimitri Claeys         |
| 2013                         | Dimitri Claeys         | Stig Broeckx             | Clément Lhotellerie    |
| 2014                         | Dimitri Claeys         | Dylan Theuns             | Jef Van Meirhaeghe     |
| 2015                         | Floris Gerts           | Dimitri Claeys           | Gianni Vermeersch      |
| 2016                         | Elias Van Breussegem   | Gianni Vermeersch        | Dennis Coenen          |
| 2017                         | Tanguy Turgis          | Aaron Verwilst           | Robbe Ghys             |
| 2018                         | Erik Nordsæter Resell  | Brent Van Moer           | Jordi Van Dingenen     |
| 2019                         | Ward Vanhoof           | Arne Marit               | Dennis van der Horst   |
| 2020                         | No es disputà          | No es disputà            | No es disputà          |
| 2021                         | Arnaud De Lie          | Milan Fretin             | Nathan Vandepitte      |